# سفارة روسيا في سويسرا
سفارة روسيا في سويسرا هي أرفع تمثيل دبلوماسي لدولة روسيا لدى سويسرا. تقع السفارة في برن وهي تهدف لتعزيز المصالح الروسية في سويسرا.

## وصلات خارجية
- قائمة سفارات روسيا
- قائمة السفارات في سويسرا